# ویلیام اچ. پرسکات
ویلیام هیکلینگ پرسکات (به انگلیسی: William H.Prescott) (زاده ۱۷۹۶- مرگ ۱۸۵۹) مورخ آمریکایی بود.
او در دانشگاه هاروارد تحصیل کرد و در پی حادثه‌ای تقریباً کور شد. او بیشتر آثار خود را در حالی که بینایی چندانی نداشت نوشت. سفری طولانی به اروپا کرد و پژوهش بسیاری از آثارش را در اسپانیا انجام داد.

## آثار
- تاریخ گشایش مکزیک
- تاریخ گشایش پرو
- تاریخ پادشاهی فردیناند وایزابلا.